# 痛感
| ウィキペディアには「痛感」という見出しの百科事典記事はありません（タイトルに「痛感」を含むページの一覧/「痛感」で始まるページの一覧）。 代わりにウィクショナリーのページ「痛感」が役に立つかもしれません。 |